# Брус Дърн
Брус Дърн (на английски: Bruce Dern) е американски актьор. 

## Биография
Брус Дърн е на 4 юни 1936 г. в град Чикаго, Илинойс. Син е на Джийн (Маклийш; 1908–1972) и Джон Дърн (1903–1958), шеф на комунални услуги и адвокат.  Той израства в Кенилуърт, Илинойс.  Неговият дядо по бащина линия Джордж, е бил губернатор на Юта и военен секретар (той е служил на последната позиция по време на раждането на Брус). Дядото на Дърн по майчина линия е вицепрезидент на магазините „Carson, Pirie и Scott“,  които са създадени от собствения му баща, роден в Шотландия бизнесмен Андрю Маклийш. Дядо на Дърн по майчина линия е поетът Арчибалд Маклийш. Негов кръстник е губернатора и двукратен кандидат за президент Адлай Стивънсън II.  Посещава гимназията в Ню Трир и Университета на Пенсилвания. През целия си живот е запален бегач, той е звезда на пистата в гимназията и се стреми да се класира за олимпийските изпитания през 1956 г. 

### Кариера
Брус Дърн учи в Актьорското студио (The Actors Studio) заедно с Елия Казан и Лий Страсбърг. Участва с Лайл Кеслър в премиерата във Филаделфия на „В очакване на Годо“ на Самюъл Бекет. Участва с Пол Нюман и Джералдин Пейдж в оригиналния сериал на Бродуей на „Сладката птица на младостта“ на Тенеси Уилямс. Дърн започва да работи по филми и телевизионни сериали в началото на 1960-те години. След филмовия си дебют в „Дива река“ той играе моряка в няколко ретроспекции в „Марни“ на Алфред Хичкок.
Често играе поддържащи злодеи с нестабилна натура. Той е носител на няколко награди, включително наградата на филмовия фестивал в Кан за най-добър актьор  и „Сребърна мечка“ за най-добър актьор. Той е номиниран за наградата „Оскар за най-добра поддържаща мъжка роля“ за „Завръщане у дома“ (1978) и наградата „Оскар за най-добра мъжка роля“ за „Небраска“ (2013).  Освен това е номиниран за Награда на БАФТА, двукратна награда „Genie“ и трикратно номиниран за наградата „Златен глобус“.

### Личен живот
Брус Дърн е женен за Мари Даун Пиърс от 1957 до 1959 г.  Той се жени за Даян Лад през 1960 г.  Първата им дъщеря Даян Елизабет Дърн (родена на 29 ноември 1960 г.), почива на осемнадесет месеца от наранявания на главата, след като пада в плувен басейн на 18 май 1962 г.  Втората дъщеря на двойката Лора, също е актриса.  След развода си с Лад през 1969 г., Дърн се жени за Андреа Бекет. Дърн, Лад и Лора получават съседни звезди на Алеята на славата в Холивуд на 1 ноември 2010 г.

## Избрана филмография
| Година | Филм                       | Оригинално заглавие           | Роля                            | Режисьор          |
| ------ | -------------------------- | ----------------------------- | ------------------------------- | ----------------- |
| 1964   | Марни                      | Marnie                        | моряк                           | Алфред Хичкок     |
| 1967   | Водопой №3                 | Waterhole No. 3               | заместник шериф                 | Уилям Греъм       |
| 1968   | Закачете ги високо         | Hang 'Em High                 | Милър                           | Тед Пост          |
| 1972   | Каубоите                   | The Cowboys                   | Дългата коса                    | Марк Райдел       |
| 1972   | Кралят на Марвин Гардънс   | The King of Marvin Gardens    | Джейсън Стаблер                 | Боб Рафелсън      |
| 1976   | Семеен заговор             | Family Plot                   | Джордж Лъмли                    | Алфред Хичкок     |
| 1978   | Завръщане у дома           | Coming Home                   | Капитан Боб Хайд                | Хал Ашби          |
| 1978   | Шофьорът                   | The Driver                    | Детективът                      | Уолтър Хил        |
| 1996   | Последният оцелял          | Last Man Standing             | Шерифът Ед Галт                 | Уолтър Хил        |
| 2003   | Чудовище                   | Monster                       | Томас                           | Пати Дженкинс     |
| 2013   | Небраска                   | Nebraska                      | Удроу Грант                     | Александър Пейн   |
| 2015   | Омразната осморка          | The Hateful Eight             | генерал Санфорд „Санди“ Смитърс | Куентин Тарантино |
| 2019   | Имало едно време в Холивуд | Once Upon a Time in Hollywood | Джордж Спан                     | Куентин Тарантино |